# Quận Riverside, California
Quận Riverside là một quận trong tiểu bang California, Hoa Kỳ. Diện tích quận là 7.208 dặm vuông Anh (18.669 km2) ở phía nam của tiểu bang. Quận lỵ đóng tại thành phố Riverside2. Theo Cục điều tra dân số Hoa Kỳ, dân số năm 2010 của quận này là 2.189.641 người 2. Các thành phố du lịch của thung lũng Coachella như Indian Wells, La Quinta, Rancho Mirage, Palm Springs và Palm Desert đều năm ở quận Riverside.